# Meddix
Il termine meddix (in lingua latina; plurale meddices) o meddíss (in lingua osca, "medos" diritto e "dik" che rende manifesto, ovvero "quello che rende manifesta la legge") identificava un magistrato presente tra i popoli sabellici, in particolare gli Equi i Sanniti e i Volsci. Il meddix era il corrispondente del magistratus romano, figura generica il cui appellativo ne indicava le funzioni e il grado, anche se nel caso dei popoli di lingua osca la funzione militare della carica, comunque presente, era meno accentuata rispetto alle cariche romane; la sottolineatura, nel caso dei meddix, cadeva piuttosto sulle funzioni giudiziarie.

## Ilmeddix tuticus
Il più alto magistrato sannitico era il meddix tuticus. Eletto annualmente, era il capo militare del Touto (lo "Stato" sannita), ne curava l'amministrazione della legge, delle finanze, della religione e presiedeva le assemblee collegiali che aveva il potere di convocare.

## Imeddixminori
Accanto al meddix tuticus coesistevano altri meddices: alcuni erano a capo di singoli pagi (villaggi e città minori), altri ricoprivano funzioni specializzate, altri infine erano semplicemente dei magistrati di grado inferiore e subordinato, senza che particolari attributi ne definissero una specializzazione. Il meddix decentarius svolgeva funzioni di carattere finanziario e fiscale, ma con minore autonomia del quaestor ("questore") romano a cui poteva essere equiparato, mentre non del tutto chiare risultano le funzioni del meddix aticus, appellativo attribuito in un'iscrizione ai meddices di Corfinium. 
Altri meddices minori sono noti attraverso una denominazione romana,  come aedilis ("edile"), censor ("censore") ed altre, senza che ciò significasse una derivazione della funzione sabella dall'omonima romana, ma solo il fatto che «la nomenclatura romana si poteva adattare meglio di quella osca a funzioni sempre più specializzate».
Non si ha notizia della simbologia ufficiale che accompagnava i meddices, ma solo supposizioni che non superano lo stadio di ipotesi.

### Fonti primarie
- Bronzo di Antino
- Cippo abellano
- Tito Livio, Ab Urbe condita libri

### Letteratura storiografica
- Giacomo Devoto, Gli antichi Italici, 2ª ed., Firenze, Vallecchi, 1951.
- (DE) B. Kaiser, Untersuchungen zur Geschicht der Samniten, 1907.
- J. Patterson, Sanniti, Liguri e Romani, Comune, Circello, 1988, BNI 891127.
- Edward T. Salmon, Il Sannio e i Sanniti, Torino, Einaudi, 1995. ISBN 8806136895. (ed. or. Edward T. Salmon, Samnium and the Samnites, (in inglese) Cambridge, Cambridge University Press, 1967.)
- F. Sartori, Problemi di storia costituzionale italiota, L'Erma di Bretschneider, Roma, 1953.
- Marta Sordi, Roma e i Sanniti, Bologna, 1969.
- G. Tagliamonte, I Sanniti, Caudini, Irpini, Pentri, Carricini, Frentani, Longanesi, Milano, 1997, ISBN 88-304-1372-0.

### Atti, miscellanee e riviste
- Safinim: i Sanniti, vicende, ricerche, contributi. Atti del convegno di Agnone. Isernia, C. Iannone, 1993.
- G. Camporeale, La terminologia magistratuale nelle lingue oscoumbre, in Atti dell'Accademia toscana di Scienze e lettere, 1956.
- V. Cianfarani, Touta Marouca, in Studi in onore di A. Calderini e R. Paribeni, Milano, 1956.
- F. P. Garofalo, Sui meddices, in Rendiconti dell'Accademia dei Lincei, XII, 1903.
- Adriano La Regina, Note sulla formazione dei centri urbani in area sabellica, in Atti del convegno di studi sulla città preromana, Imola, 1970.
- Adriano La Regina, I territori sabellici e sannitici, in Dialoghi di Archeologia, IV-V, 1971.
- M. Pallottino, Le origini storiche dei popoli italici, in Relazioni al congresso internazionale di Scienze storiche, Roma, 1955.
- A. Sogliano, Sanniti ed Oschi, in Rendiconti dell'Accademia dei Lincei, XXI, 1912.